# Sydney Thompson Dobell
Sydney Thompson Dobell (ur. 5 kwietnia 1824, zm. 22 sierpnia 1874 w Nailsworth) – poeta angielski epoki wiktoriańskiej, przedstawiciel tak zwanej Spasmodic school.
Był autorem między innymi poematu dramatycznego The Roman (1850), poświęconego aktualnej kwestii wyzwolenia Włoch. Z kolei obszerny poemat Balder (1853) opowiada o wewnętrznych rozterkach poety, który uśmiercił żonę po tym, jak postradała zmysły. To ostatnie dzieło zostało sparodiowane przez Williama Edmondstoune’a Aytouna.
Dobell jeden z wierszy (sonet Poland. Italy. Hungary) poświęcił krajom aspirującym do niepodległości: Polsce, Włochom i Węgrom. 
Hobby poety była hodowla chartów szkockich.